# Ordine dell'apprezzamento della patria
L'Ordine dell'apprezzamento della patria è un'onorificenza della Moldavia. 

## Storia
L'ordine è stato istituito il 30 luglio 1992.

## Assegnazione
L'ordine è assegnato per premiare le coppie di genitori per l'educazione di cinque o più figli dopo che l'ultimo figlio raggiunge l'età di sedici anni. Nel conferire l'ordine si tiene conto anche dei figli adottati in conformità con la legge e di quelli uccisi o scomparsi durante il servizio militare o un conflitto militare e di quelli deceduti per ferite, contusioni, mutilazioni, malattie contratte a seguito delle situazioni summenzionate o in seguito a disabilità lavorative o malattie professionali.

## Insegne
- L'insegna è una croce di tombac, leggermente convessa, placcata in oro e con bracci divergenti. Al centro vi è un medaglione d'argento in rilievo con l'immagine di un bambino, di una donna e di un uomo. Sul bordo del medaglione vi è la scritta "Recunoștința Patriei" e nella parte inferiore è l'immagine della bandiera della Moldavia smaltata di blu, giallo e rosso. La croce è incorniciata con una corona d'alloro in rilievo. L'ordine è fissato con l'aiuto di un anello a forma di arco, realizzato in metallo ricoperto da strisce di smalto blu, giallo e rosso, incorniciate da un bordo dorato. Il diametro dell'insegna è di 40 mm.